# 童夢・84C

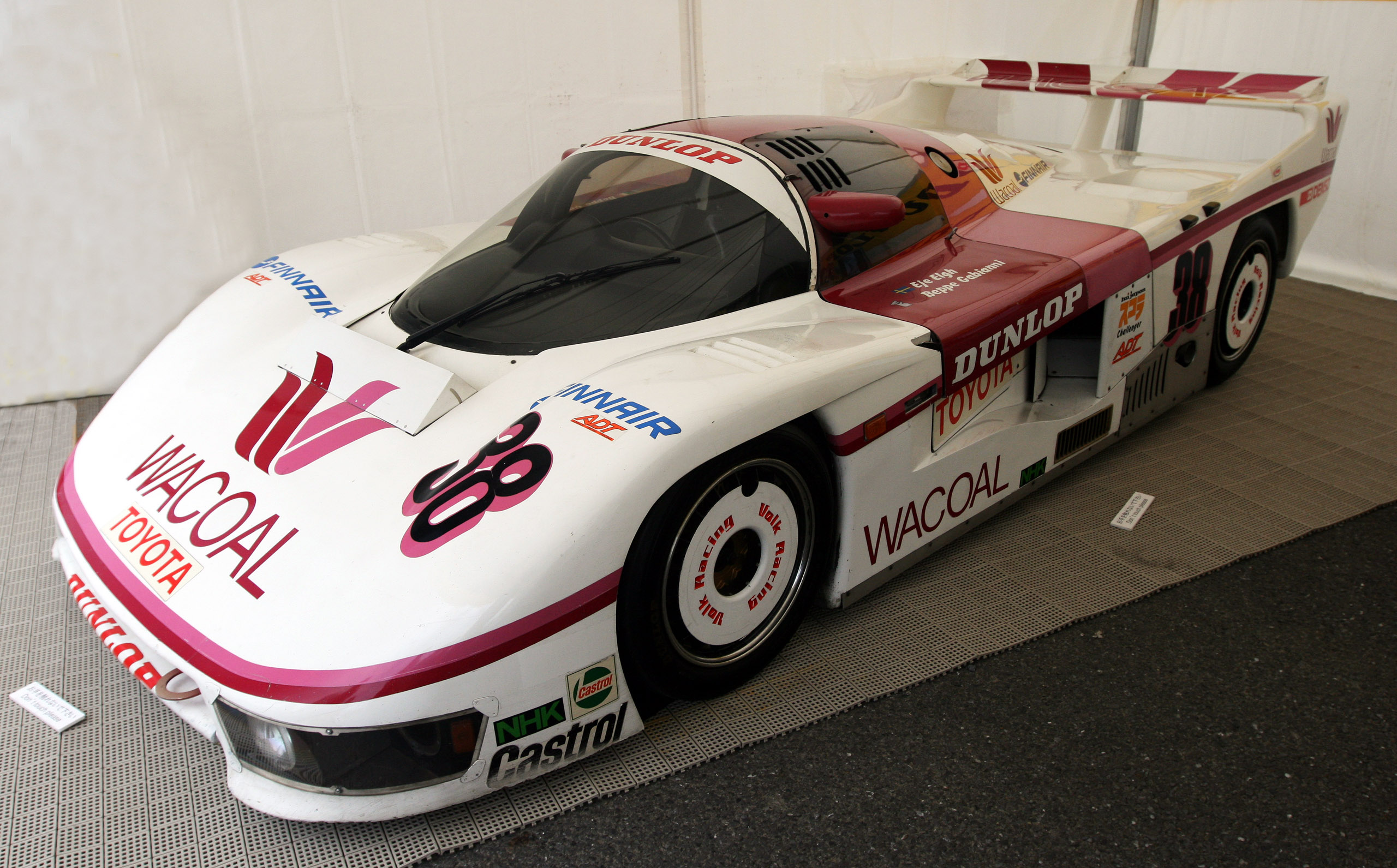
モータースポーツジャパン2008に展示されたワコール・トヨタ-童夢85C

童夢・84Cは、1984年全日本耐久選手権（後のJSPC）、および富士ロングディスタンスシリーズ（富士LD）参戦用に童夢が開発したグループCカー。本稿では姉妹車のトムス・84C、またマイナーチェンジ版の85Cについても記述する。

## 概要
前作童夢・RC-83のサイドラジエターから、フロントラジエターに変更されるなど、フルモデルチェンジと言ってよいほど外観は変わった。ポルシェ・956の亜流が多かった当時のグループCカーの中では、極めて独自性の強い、かつ流麗なスタイルのマシンである。設計は大国正浩。
84Cからトヨタエンジン（2.1リットル直列4気筒ターボの4T-GT型）を搭載するようになった。童夢、トムスの他、生沢徹率いるチームイクザワの1台を含めた3台が参戦した。トムス・84Cは同型の姉妹車（外観の相異点はない）。
1984年6月の富士500kmにトムス・84Cが先行してデビューした（童夢・84Cは8月の鈴鹿1000kmから）。以降なかなか完走できなかったが、ワコールのスポンサーを受けた童夢車が、同年のWEC-JAPANでは国産車で最上位の7位で完走した。
1985年の開幕戦鈴鹿500kmでは、国産C1カーとして初優勝を飾る。翌第2戦富士1000kmからはマイナーチェンジ版の85Cを投入。国内耐久レースには最大時6台もの85Cが参戦し、2位入賞3回など安定した成績を残した。またこの年のル・マン24時間レースにもトムスとともに85Cで参戦。事実上トヨタのル・マン初チャレンジである。童夢はリタイヤとなったが、トムス85Cが12位で完走した。翌年から86Cに変更となった。
トヨタの4気筒エンジンを積む88Cまでの一連のCカーは、基本的にこの84Cからの発展系である。